# Fabian Franke (Basketballspieler)
Fabian Franke (* 15. August 1988 in Sonneberg) ist ein deutscher Basketballspieler. Er besuchte das Sportgymnasium Jena und spielte für den Nachwuchs des TuS Jena in der Jugendliga NBBL, bevor er zum Zweitligisten Bremen Roosters und später zu den Frankfurt Skyliners in die Bundesliga wechselte.
Franke wurde als Doppellizenzspieler wie auch sein Mitspieler Filmore Beck mit einem Dreijahresvertrag bei den Skyliners Frankfurt ausgestattet. Nachdem er sich in Frankfurt nicht durchsetzen konnte und meistens in der 2. Mannschaft in der 2. Bundesliga ProB auflief, verließ Franke den Verein 2012 und wechselte in die 2. Bundesliga ProA zu den ETB Wohnbau Baskets Essen. Für Essen lief Franke bis Sommer 2014 auf. Zur Saison 2014/2015 wechselte Franke innerhalb der zweiten Liga zum SC Rasta Vechta. Im Spieljahr 2016/17 verstärkte er den BBC Coburg und trug 20,3 Punkte je Begegnung zum Gewinn des Meistertitels in der 1. Regionalliga Südost bei. Später spielte er unterklassig für die zweite Mannschaft des BBC Coburg.